# No dejes a los niños solos
No dejes a los niños solos (span. ungefähr für „Lassen Sie die Kinder nicht allein“) ist ein Horror-Thriller von Emilio Portes. Der Film handelt von zwei Brüdern im Kindesalter, die sich auf eine Nacht voller Abenteuer in ihrem neuen Haus freuen, als ihre Mutter, gespielt von Ana Serradilla, sie einen Abend alleine lässt. No dejes a los niños solos soll Ende Januar 2025 beim Internationalen Filmfestival Rotterdam seine Premiere feiern. 

## Handlung
In den 1980er Jahren. Die frisch verwitwete Catalina Camacho ist gerade mit ihren beiden Söhnen Matías und Emiliano in ein neues Haus in Mexiko-Stadt gezogen. Als die Mutter eines Abends eine Party besucht und sie allein zu Hause lassen muss, freuen sich die Brüder, eine Nacht mit ihrer Spielekonsole zu erleben.

## Produktion

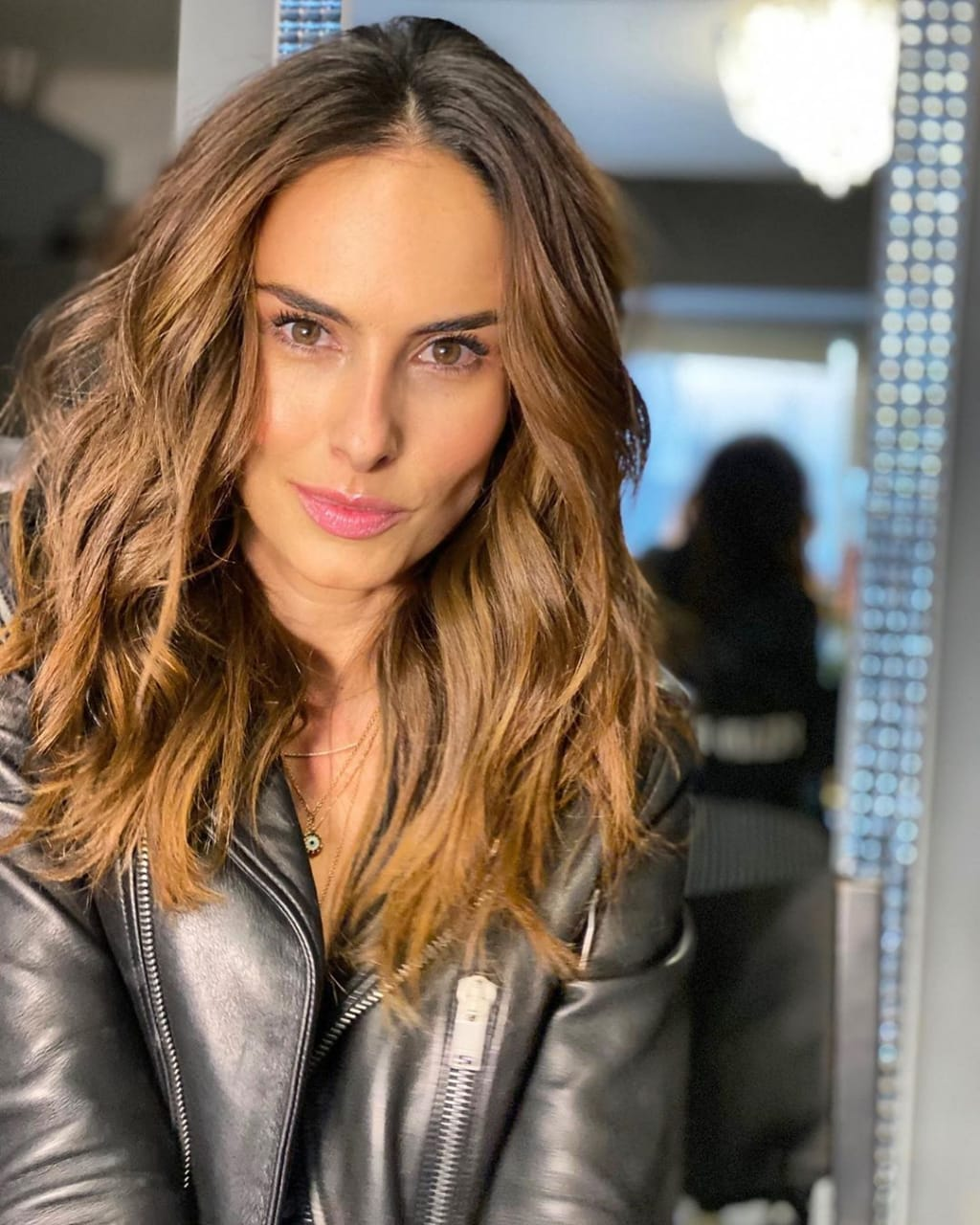
Ana Serradilla spielt die Mutter Catalina Camacho

Regie führte Emilio Portes, der gemeinsam mit Alan Maldonado auch das Drehbuch schrieb.
Ana Serradilla, die zuletzt in der Fernsehserie Die Guerra-Fehde in der Hauptrolle zu sehen war, spielt die Mutter Catalina Camacho und Juan Pablo Velasco und Ricardo Galina ihre Söhne Matías (Mati) und Emiliano (Emi). Beide Kinderdarsteller waren zuvor in verschiedenen mexikanischen Fernsehserien zu sehen. Weiter gehören Jesús Zavala, Paloma Woolrich, Armando Silva und José Sefami der Besetzung an.
Kameramann Martín Boege war in der Vergangenheit für Filme wie El Violín von Francisco Vargas Quevedo und Das Paradies der Mörder von Carlos Carrera und Fernsehserien wie Rebelde – Jung und rebellisch tätig.
Mit Aldo Max Rodriguez, der die Filmmusik komponierte, arbeitete Portes bereits für seine Filme Pastorela und Belzebuth zusammen.
Die Weltpremiere des Films findet am 31. Januar 2025 beim Internationalen Filmfestival Rotterdam statt.